# 2020-as venetói regionális választás
A 2020-as venetói regionális választást, 2020. szeptember 20-án tartották meg, amit eredetileg 2020. május 31-én rendeztek volna meg, de a koronavírus járvány miatt el kellett halasztani. Ezen a napon számos másik régióban is tartottak regionális választást: Aosta, Campania, Emilia-Romagna, Liguria, Marche és Toszkána régiókban.

## Választási rendszer
Veneto Regionális Tanácsában 50 mandátum van összesen. Az a kormányzó lesz megválasztva, aki a szavazatok többségét megszerzi. A mandátumokat arányos képviseleti rendszerben lehet megválasztani, az a jelölt, aki a szavazatok több mint 40%-át szerzi meg az a győztes bónusz értelmében, automatikusan a mandátumok 60%-át kapja meg.
Egyéni pártnak 3%-os a bejutási küszöb, koalíciónak 5%-os.

## Eredmények

### Kormányzó-jelölt
| Jelölt                | Jelölt             | Szavazatok száma | Szavazatok % |
| --------------------- | ------------------ | ---------------- | ------------ |
|                       | Luca Zaia          | 1,883,959        | 76,79        |
|                       | Arturo Lorenzoni   | 385,768          | 15,72        |
|                       | Enrico Cappelletti | 79,662           | 3,25         |
|                       | Paolo Girotto      | 21,679           | 0,88         |
|                       | Mario Conca        | 16.531           | 0,89         |
| Összesen              | Összesen           | 2,453,518        | 100.00       |
| Forrás: Repubblica.it |                    |                  |              |